# Sophia Whittle
Sophia Whittle (* 10. September 1997 in Nipomo, Kalifornien) ist eine US-amerikanische Tennisspielerin.

## Karriere
Whittle spielt vorrangig Turniere der ITF Women’s World Tennis Tour, wo sie bislang einen Doppeltitel gewann.
Ihr bislang letztes internationale Turnier spielte Whittle im September 2021. Sie wird daher nicht mehr in der Weltrangliste geführt.
2019 erhielt sie eine Wildcard für das Hauptfeld im Dameneinzel der Mercer Tennis Classic 2019, wo sie aber bereits in der ersten Runde gegen Grace Min mit 5:7 und 3:6 verlor. Im Doppel erreichte sie an der Seite von Alexandra Mueller das Halbfinale. Beim RBC Pro Challenge 2019 erreichte sie als Qualifikantin das Hauptfeld im Dameneinzel, verlor dort aber gegen die ebenfalls über die Qualifikation ins Hauptfeld gelangte Marcela Zacarías mit 4:6 und 4:6.
Im Januar 2020 erhielt sie eine Wildcard für das Hauptfeld im Dameneinzel bei den Oracle Challenger Series Newport Beach, wo sie mit Siegen über Anna Danilina und Robin Anderson das Achtelfinale erreichte, wo sie schließlich gegen Christina McHale verlor.
2021 erreichte sie bei den Georgia’s Rome Tennis Open im Damendoppel an der Seite von Catherine Harrison das Halbfinale.

## College Tennis
Whittle spielte 2015 bis 2019 für die Bulldogs an der Gonzaga University.

## Turniersiege

### Doppel
| Nr. | Datum            | Turnier         | Kategorie | Belag     | Partnerin | Finalgegnerinnen        | Ergebnis         |
| --- | ---------------- | --------------- | --------- | --------- | --------- | ----------------------- | ---------------- |
| 1.  | 29. Februar 2020 | Rancho Santa Fe | ITF W25   | Hartplatz | Kayla Day | Eudice Chong You Xiaodi | 6:2, 5:7, [10:7] |

## Privates
Sophia ist die Tochter von Kristi und Ken Whittle und hat einen Bruder mit dem Namen Eli. Ihre Mutter spielte Tennis an der Loyola Marymount University und ihr Bruder an der UC Davis. Sie besuchte die Arroyo Grande High School, wo sie ebenfalls vier Jahre Tennis spielte, während dieser Zeit Liga-Champion war und ihr Team zum ersten Titel in der Schulgeschichte führte.